# Christoph Hesse (Architekt)

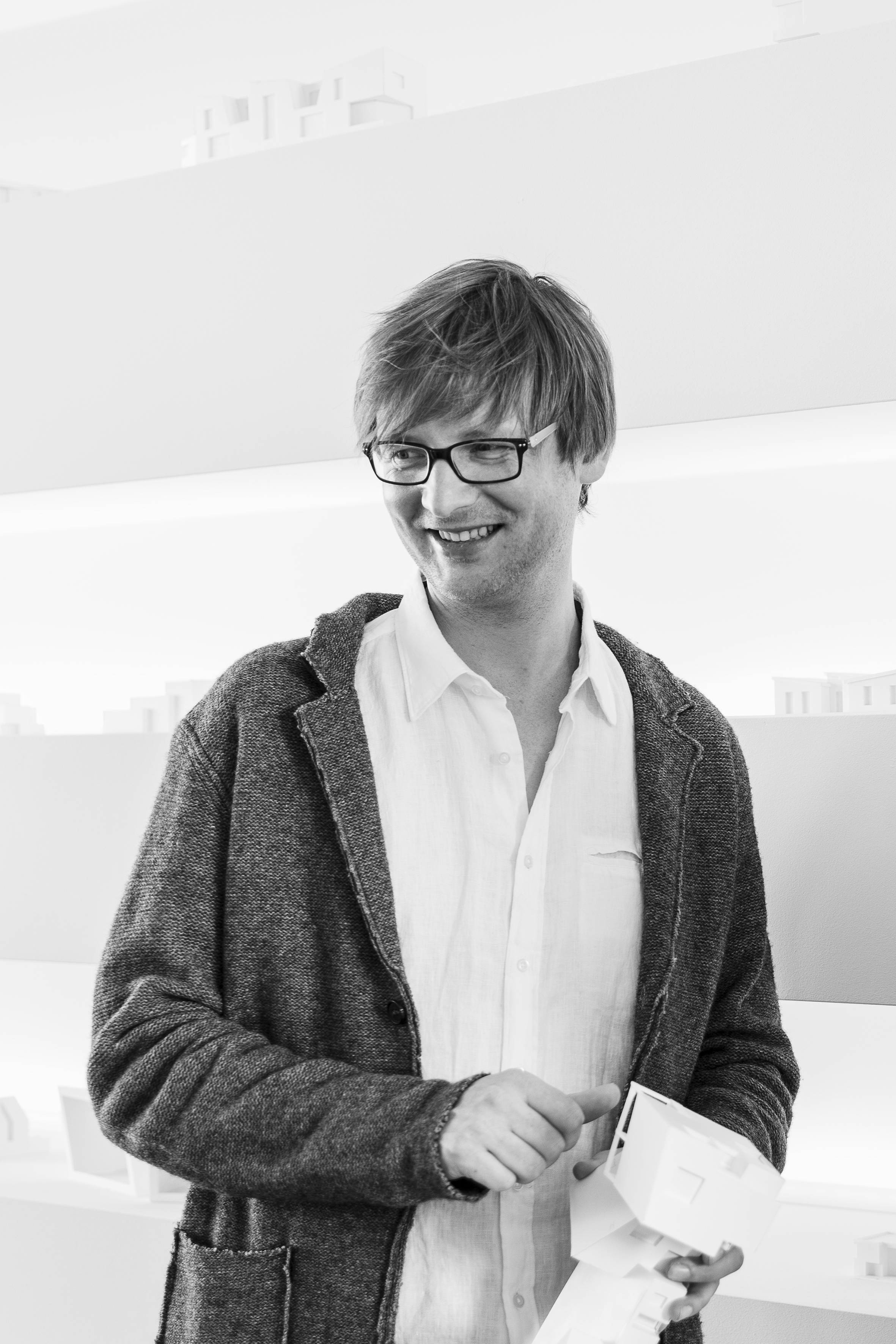
Christoph Hesse (2018)

Christoph Hesse (* 1977 in Winterberg) ist ein deutscher Architekt.

## Leben
Hesse wuchs im Sauerland auf und erhielt sein Diplom in Architektur an der ETH Zürich und den Master of Architecture in Urban Design mit Auszeichnung von der Harvard University. Er unterrichtete und forschte an der ETH Zürich, Harvard University, der Technischen Universität Darmstadt, der Ho Chi Minh City University of Architecture in Saigon und der Cairo University.
2010 gründete Hesse sein Architekturbüro Christoph Hesse Architects in Korbach; 2018 entstand eine Niederlassung in Berlin.

## Architektonische Arbeiten
Hesses Arbeit umfasst Kultur- und Wohngebäude sowie urbane Mischnutzungs- und Museumsprojekte. Seine Schwerpunkte liegen auf nachhaltigen Entwürfen im ländlichen Raum, Identitätsstiftung durch Architektur und kollaborative Stadtplanung. Hesses Gebäude bestehen häufig aus recycelte Materialien und verwenden grüne Energie oder können energieautark betrieben werden.

## Projekte
- Sonnenklang, Sauerland, 2020
- Oberholz und Unterholz, Sauerland, 2020
- Waldbrand, Sauerland, 2020
- Pflug, Sauerland, 2020
- Heidentempel, Sauerland, 2020
- Himmelstropfen, Sauerland, 2020
- Raum der Stille, Korbach, 2019
- Strohtherme, Sauerland, 2019
- Tower House, Bromskirchen, 2018
- Green Energy Facility, Sauerland, 2016
- Hanseplatz 1, Korbach, 2014
- Museum KUMA, Medebach, 2014

### Villa F

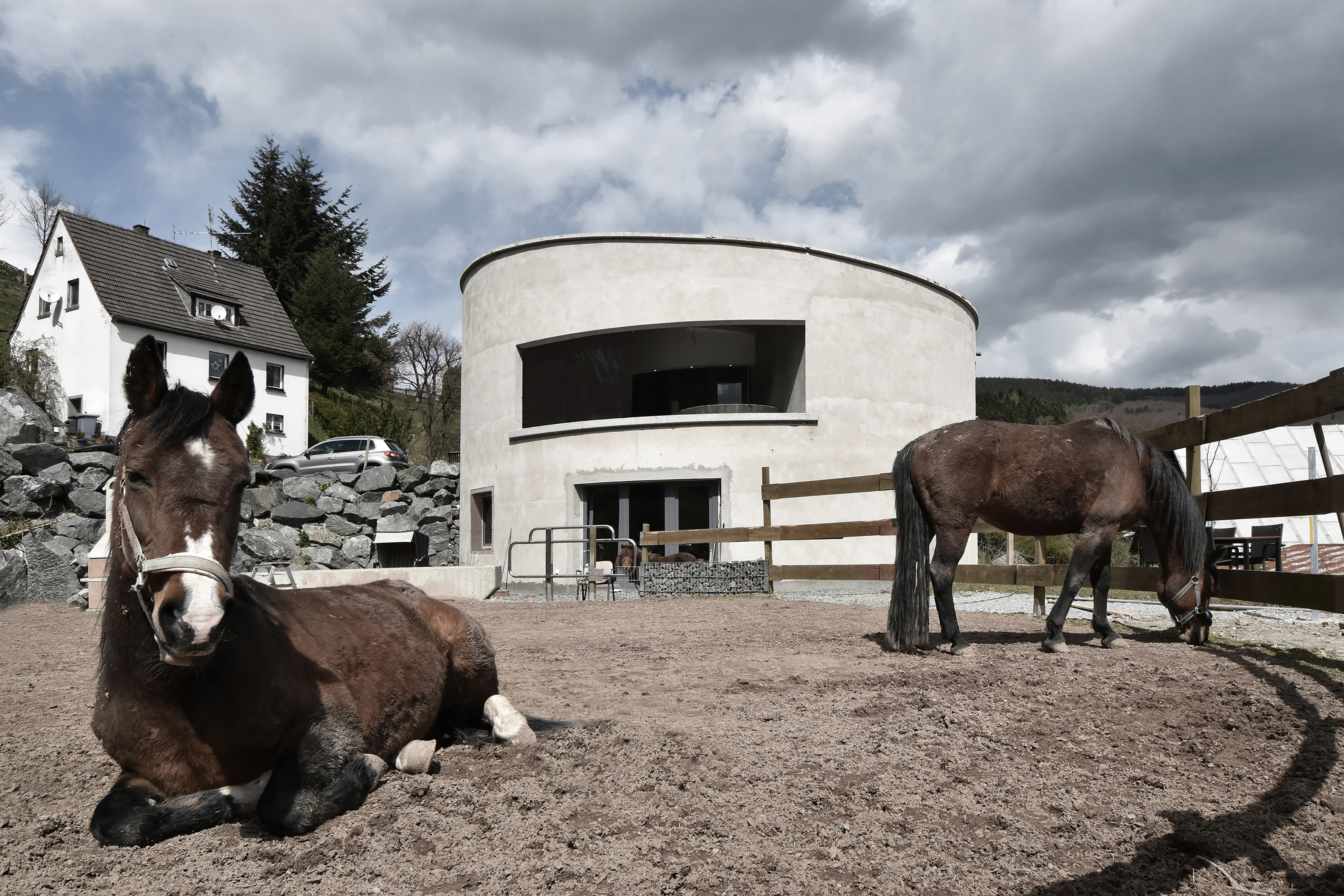
Villa F (2015)

2013 entwarf Hesse im Auftrag der Frese Entsorgung GmbH und Co. KG die Villa F in Titmaringhausen, ein rundes Gebäude mit Büroräumen im Erdgeschoss und einer Betriebsleiterwohnung im Obergeschoss. Die Vorbildfunktion des energieautarken Bauwerks sorgte dafür, dass der gesamte Ort Titmaringhausen von der anliegenden Biogasanlage mit Energie versorgt wird und dadurch energieunabhänig vom globalen Markt ist. 2019 wurde auch der Nachbarort Referinghausen an das Netzwerk angeschlossen. Die Villa F wurde mit zahlreichen Architekturpreisen ausgezeichnet.

### Stadtplanung in Korbach

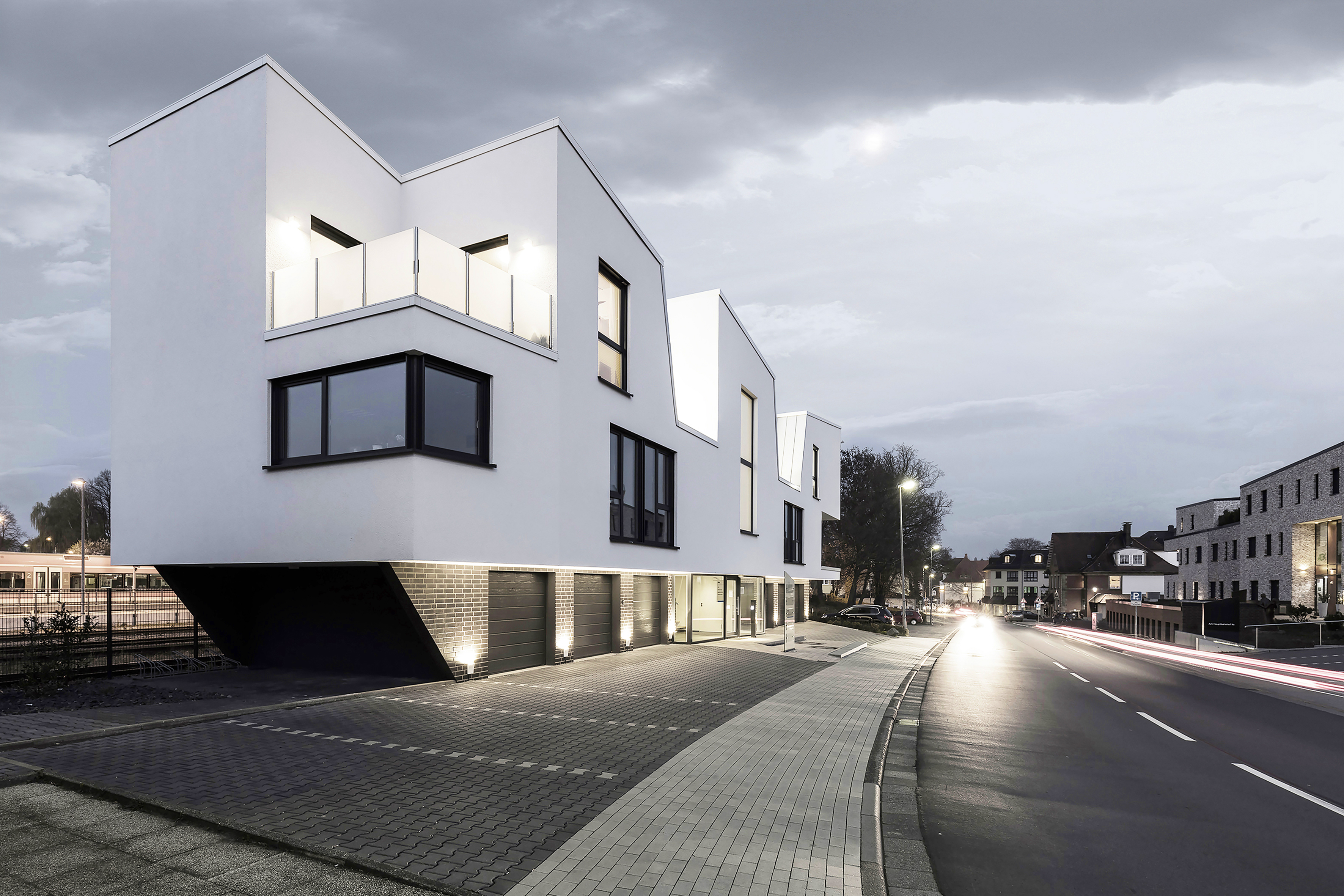
Hanseplatz Quartier Korbach (2016)

Seit 2013 ist Hesse an dem kollaborativen Stadtplanungsprozess in Korbach beteiligt und hat mit mehreren Projekten dazu beigetragen. Das Hanseplatz Quartier umfasst in diesem Rahmen sechs Gebäude, Hanseplatz (2014), Fensterhaus (2016), Zwischen Gleis und Straße (2016), Hagenstraße 28-32 (2016), Licht & Schatten (2016), das Courtyard House als Klinik des Hessischen Landeswohlfahrtsverbands (2017) und das Community House am Hauptbahnhof mit dem Raum der Stille (2019).

### Edersee: Ways of Life und Besucherzentrum
2017 initiierte Hesse das Gemeinschaftsprojekt Ways of Life auf der Halbinsel Scheid am Edersee, welches auf der experimenta urbana in Kassel ausgestellt wurde. Internationale Architektinnen und Architekten entwarfen experimentelle und nachhaltige Gebäude aus natürlichen Materialien. Das Campusprojekt besteht aus Wohnhäusern, Seminargebäuden, Werkstätten, Ateliers, Experimentierfeldern und Ausstellungsflächen.
Weiterhin entwarf Hesse ein neues Besucherzentrum an der mehr als 100 Jahre alten Staumauer des Edersees. Teil des Besucherzentrums ist ein 10 Meter hoher Turm, der vom Inneren der Staumauer inspiriert ist.

### Open Mind Places

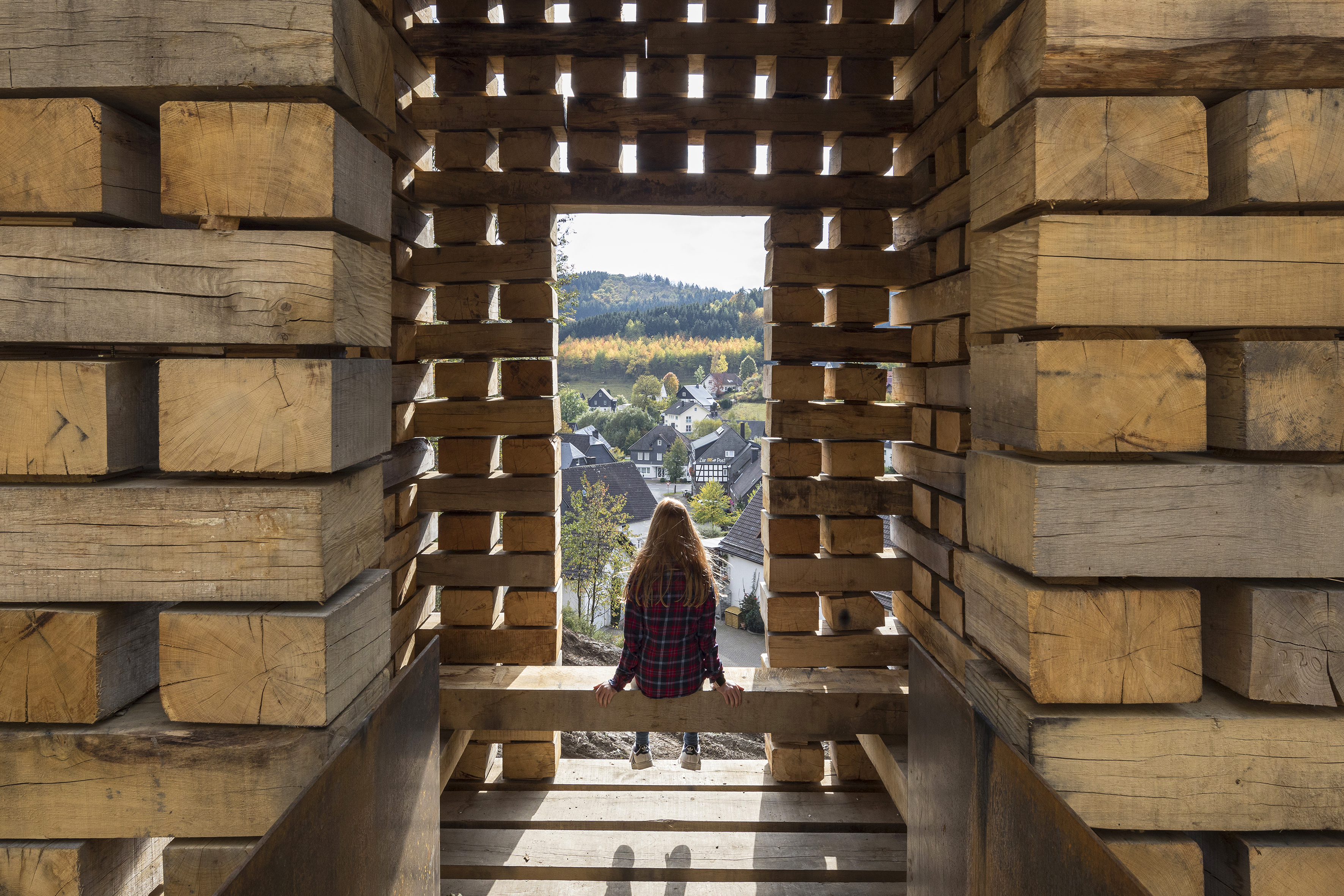
Oberholz, Open Mind Places (2020)

2020 entwarf und baute Hesse zusammen mit seiner Familie, Anwohnern und lokalen Handwerkern neun naturnahe Folies aus recycelten Materialien in seinem Heimatort Referinghausen.

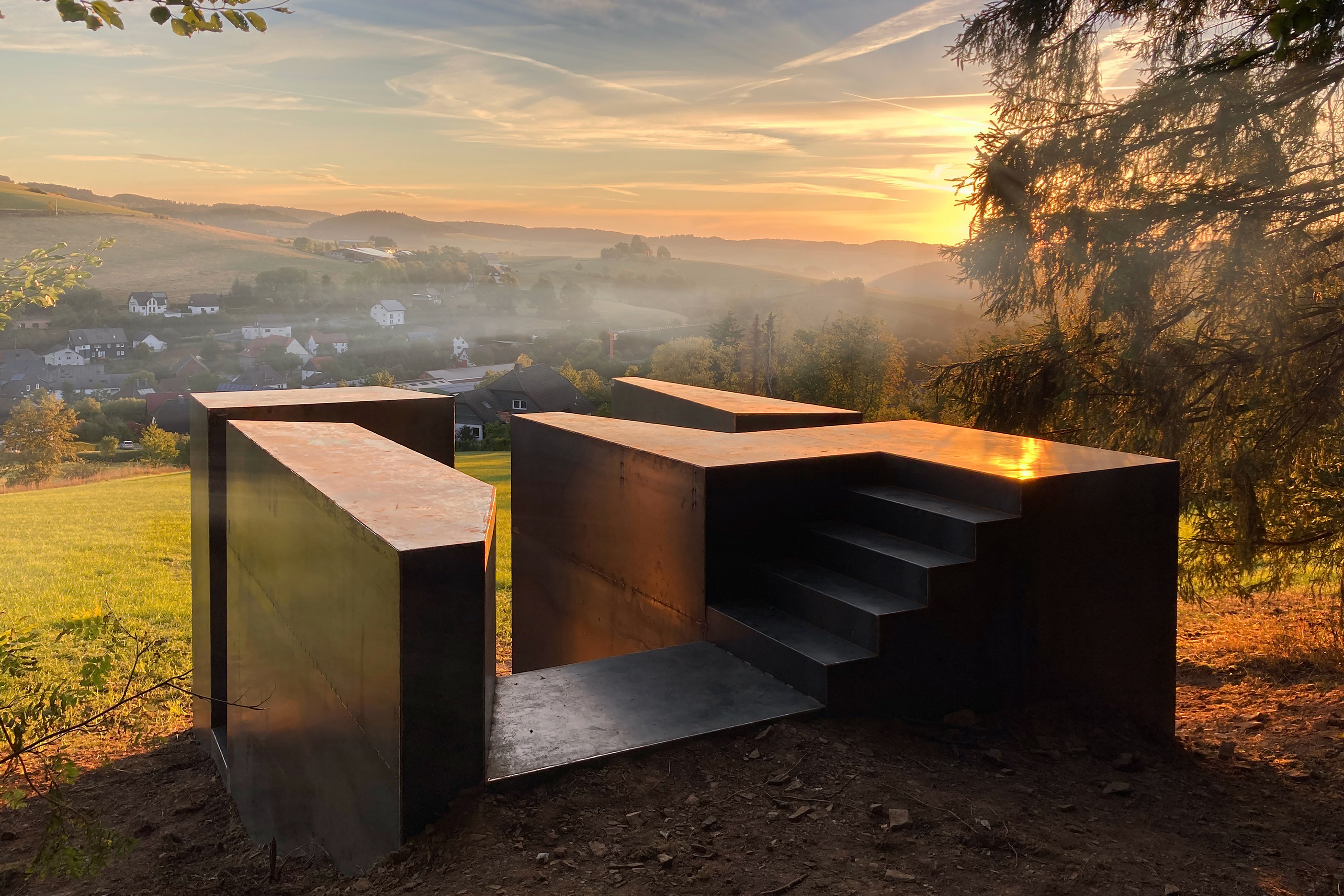
Pflug, Open Mind Places (2020)

## Ausstellungen (Auswahl)
- 2020: Open Mind Places, Architektur Galerie Berlin, Berlin[18]
- 2020: Public Architecture - Future for Europe, Schusev State Museum for Architecture, Moskau[19]
- 2019: GROUNDED, Architekturforum Aedes, Berlin[8]
- 2018: vita contemplativa, Architektur Galerie Berlin Satellit, Berlin[20]
- 2018: Villa F, Deutsches Architekturmuseum, Frankfurt[21]
- 2017: Ways of Life, experimenta urbana, Documenta 14, Kassel[14]

## Auszeichnungen (Auswahl)
Hesses Architekturbüro sowie seine Projekte wurden mehrfach international ausgezeichnet. 2020 war er Teil der Jury des DAM Preises für Architektur.
- 2020: Design Vanguard 2020 – Architectural Record[1]
- 2019: Architecture Masterprize – Winner in Architectural Design / Agricultural Buildings für „Villa F“[23]
- 2018: Architizer A+ Award – in der Kategorie Architecture +Sustainability für „Villa F“[24]
- 2018: Europe 40 Under 40 Architecture and Design Award – Next New Talented Generation of European Architects[25]
- 2017: Architizer A+ Award – in der Kategorie Architecture +Humanitarianism für „Vitos“[26]
- 2017: Top 100 Innovator Award[27]
- 2017: International Architecture Award für „Infrastructural Lifeline for Palestine and Israel“[28]